# Reload (album Metalliki)
Reload – siódmy album studyjny amerykańskiego zespołu muzycznego Metallica, wydany w listopadzie 1997 roku jako kontynuacja albumu Load – zawiera 13 utworów, których zespół nie ukończył podczas prac nad Load. Jest to ostatni album studyjny Metalliki nagrany z ówczesnym basistą zespołu, Jasonem Newstedem (później zespół zrealizował z Newstedem jeszcze tylko trzy wydawnictwa: album z coverami Garage Inc., album koncertowy S&M oraz singel „I Disappear” wykorzystany w filmie Mission: Impossible 2).
W stosunku do poprzedniego albumu, Reload był bardziej eksperymentalny, łącząc w zawartych na nim utworach biker metal, southern rock i niekonwencjonalne aranżacje. Jednym z najpopularniejszych utworów z Reload jest „The Memory Remains” z gościnnym udziałem Marianne Faithfull. Album był przez zespół promowany na dwóch trasach koncertowych: Re-Load Promo Tour i Poor Re-Touring Me. Podobnie jak w przypadku albumu Load, na okładce niniejszego wydawnictwa również umieszczona została fotografia Andresa Serrano, tym razem przedstawiająca mieszaninę krowiej krwi i moczu artysty (Piss and Blood XXVI z 1987 roku).
Według danych z kwietnia 2002 roku album sprzedał się w nakładzie 3 607 713 egzemplarzy na terenie Stanów Zjednoczonych.
W Polsce album uzyskał status platynowej płyty.

## Lista utworów
Opracowano na podstawie materiału źródłowego.
| Nr  | Tytuł utworu                | Autorzy                                   | Długość |
| --- | --------------------------- | ----------------------------------------- | ------- |
| 1.  | „Fuel”                      | James Hetfield, Lars Ulrich, Kirk Hammett | 4:29    |
| 2.  | „The Memory Remains”        | Hetfield, Ulrich                          | 4:39    |
| 3.  | „Devil’s Dance”             | Hetfield, Ulrich                          | 5:18    |
| 4.  | „The Unforgiven II”         | Hetfield, Ulrich, Hammett                 | 6:36    |
| 5.  | „Better Than You”           | Hetfield, Ulrich                          | 5:21    |
| 6.  | „Slither”                   | Hetfield, Ulrich, Hammett                 | 5:13    |
| 7.  | „Carpe Diem Baby”           | Hetfield, Ulrich, Hammett                 | 6:12    |
| 8.  | „Bad Seed”                  | Hetfield, Ulrich, Hammett                 | 4:05    |
| 9.  | „Where the Wild Things Are” | Hetfield, Ulrich, Jason Newsted           | 6:54    |
| 10. | „Prince Charming”           | Hetfield, Ulrich                          | 6:05    |
| 11. | „Low Man’s Lyric”           | Hetfield, Ulrich                          | 7:37    |
| 12. | „Attitude”                  | Hetfield, Ulrich                          | 5:16    |
| 13. | „Fixxxer”                   | Hetfield, Ulrich, Hammett                 | 8:14    |
|     |                             |                                           | 1:15:59 |

## Twórcy
Opracowano na podstawie materiału źródłowego.
| Zespół Metallica w składzie - James Hetfield – śpiew, gitara rytmiczna, produkcja muzyczna; gitara prowadząca („Carpe Diem Baby”) - Lars Ulrich – perkusja, produkcja muzyczna - Kirk Hammett – gitara prowadząca; gitara rytmiczna („Carpe Diem Baby”) - Jason Newsted – gitara basowa Dodatkowi muzycy - Bernardo Bigalli – skrzypce (11) - Marianne Faithfull – śpiew (2) - Jim McGillveray – instrumenty perkusyjne - David Miles – lira korbowa (11) |  | Inni - Brian Dobbs, Kent Matcke, Bernardo Bigalli, Gary Winger – inżynieria dźwięku - Darren Grahn – inżynieria dźwięku, edycja cyfrowa - Mike Gillies, Paul Decarli – edycja cyfrowa - Mike Fraser – miksowanie - Anton Corbijn – zdjęcia - Bob Rock, James Hetfield, Lars Ulrich – produkcja muzyczna - Randy Staub – miksowanie, realizacja nagrań - George Marino – mastering - Andres Serrano, Andy Airfix – oprawa graficzna |

## Listy sprzedaży
| Lista                     | Kraj              | Pozycja | Status             |
| ------------------------- | ----------------- | ------- | ------------------ |
| Ö3 Austria Top 40         | Austria           | 1       |                    |
| ARIA Charts               | Australia         | 2       | 2x platynowa płyta |
| Billboard Canadian Albums | Kanada            | 2       | 2x platynowa płyta |
| IFPI Greece               | Grecja            | 14      |                    |
| Suomen virallinen lista   | Finlandia         | 1       | platynowa płyta    |
| MegaCharts                | Holandia          | 3       |                    |
| Recorded Music NZ         | Nowa Zelandia     | 1       |                    |
| VG-Lista                  | Norwegia          | 1       |                    |
| Sverigetopplistan         | Szwecja           | 1       |                    |
| Schweizer Hitparade       | Szwajcaria        | 3       |                    |
| Billboard 200             | Stany Zjednoczone | 1       | 3x platynowa płyta |
| UK Albums Chart           | Wielka Brytania   | 4       | złota płyta        |